# 애프터 미드나잇 (2014년 영화)
《애프터 미드나잇》(After Midnight)은 미국에서 제작된 프레드 올렌 레이 감독의 2014년 미스터리 영화이다. 리차드 그리에코 등이 주연으로 출연하였고 댄 골든 등이 제작에 참여하였다.

## 출연

### 주연
- 리차드 그리에코
- 토니 키탠

### 조연
- 팀 아벨
- 바비 라이스
- 제네타 세인트 클레어
- 에리카 조던
- 크리스틴 뉴엔
- 딜런 복스
- 돈 쉬리브너
- 댄 골든
- 데이빗 노박
- 티파니 T. 타인즈